# Fissidens panamensis
Fissidens panamensis là một loài Rêu trong họ Fissidentaceae. Loài này được Pursell & B.H. Allen mô tả khoa học đầu tiên năm 1991.